# Rezidence bukovinských metropolitů
Rezidence bukovinských metropolitů (též Rezidence bukovinsko-dalmatských metropolitů) je architektonický komplex nacházející se v ukrajinských Černovicích. Byl vystavěn v letech 1864–1882 českým architektem Josefem Hlávkou. Je mistrovskou historizující synergií různých architektonických stylů. V budovách dnes sídlí Černovická univerzita. Areál vznikl v době, kdy Bukovina byla součástí habsburské monarchie.
Dne 28. června 2011 byl celý areál zapsán do Seznamu světového dědictví v Evropě (UNESCO).

## Historie památky
Po začlenění části Bukoviny do Habsburské monarchie (1775) byla založena Bukovinská eparchie se sídlem ve městě Černovice. Pro potřeby Bukovinských arcibiskupů a konzistoře byla v krátké době postavena biskupská rezidence. V kompozici symetricky rozmístěných objemů rezidence byly výrazně patrné boční válcovité části, které připomínaly jednolodní zděné moldavské chrámy z 15. století, pokryté strmými stanovými střechami. Fasády měly jednoduchý vzhled, horizontálně rozčleněné širokým pásem, který odděloval podlaží. Stěny byly bez dekorací, s malými obloukovými okny.
Místo pro stavbu bylo vybráno na jednom z místních kopců Domnik (nebo Panský vrch). Od roku 1882 se kopec nazýval Habsburský vrch, lidově však kvůli obtížné výslovnosti dostal jméno „Dýňový vrch“.
V roce 1849 bylo založeno vévodství Bukovina. Tehdejší biskup Evžen (Hakman) zabránil připojení místní pravoslavné církve k transylvánské metropolii. Místo toho vladyka Evžen využil veškerý svůj vliv a autoritu k vytvoření samostatné metropolie.
Příslušnou petici, schválenou eparchiálním shromážděním, předal vladyka v únoru 1861 osobně císaři. Současně monarchu žádali o schválení výstavby nové pravoslavné arcibiskupské rezidence v Černovicích, která by odpovídala statusu hlavního města korunní země. František Josef I. svým dekretem ze dne 20. srpna 1863 schválil plán výstavby budoucího architektonického skvostu a přislíbil, že v budoucnu přijme kladné rozhodnutí ohledně otázky Bukovinské metropolie.

## Výstavba

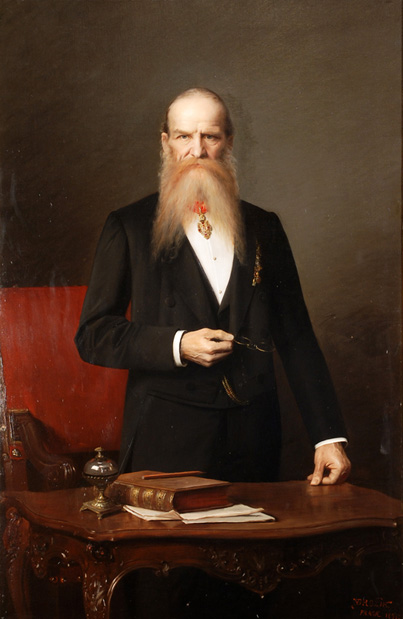
Josef Hlávka

Autorem velkolepého projektu se stal mladý český architekt Josef Hlávka, který zastával funkci zástupce předsedy stavebního výboru (Evžena Hakmana).
Dne 6. července 1864 bukovinský biskup slavnostně položil „základní“ kámen do základu kaple svatého Jana Nového Sučavského na místě staré rezidence. Tímto začala výstavba komplexu, která trvala téměř dvacet let.
Svým rozsahem neměla stavba rezidence na Bukovině obdoby a stála astronomických, na tehdejší poměry, 1 milion 750 tisíc zlatých. Financování bylo z větší části zajištěno Bukovinským pravoslavným náboženským fondem. Jako projev dobrých sousedských vztahů přispěly na výstavbu také místní německá a polská katolická komunita i židé. Významnou podporu poskytlo Ministerstvo kultů a školství Rakouska-Uherska.
Rozhodl se maximálně využít místní stavební materiály, a proto začal Josef Hlávka zkoumat místní ložiska. Osobně navštívil vesnice Čunykiv, Vasyliv a Dorošivka, které byly bohaté na zásoby pískovce. Do těchto obcí byli vysláni zkušení kameníci, kteří školili místní mistry v jemnostech řemesla. Výsledkem bylo spuštění kamenířského „konvejeru“, z něhož v neustálém toku přicházely potřebné materiály. V samotných Černovicích začaly fungovat dvě cihelny a jedna keramická dílna, stejně jako stavební škola. Zvláštní pozornost byla věnována výrobě klinkeru.

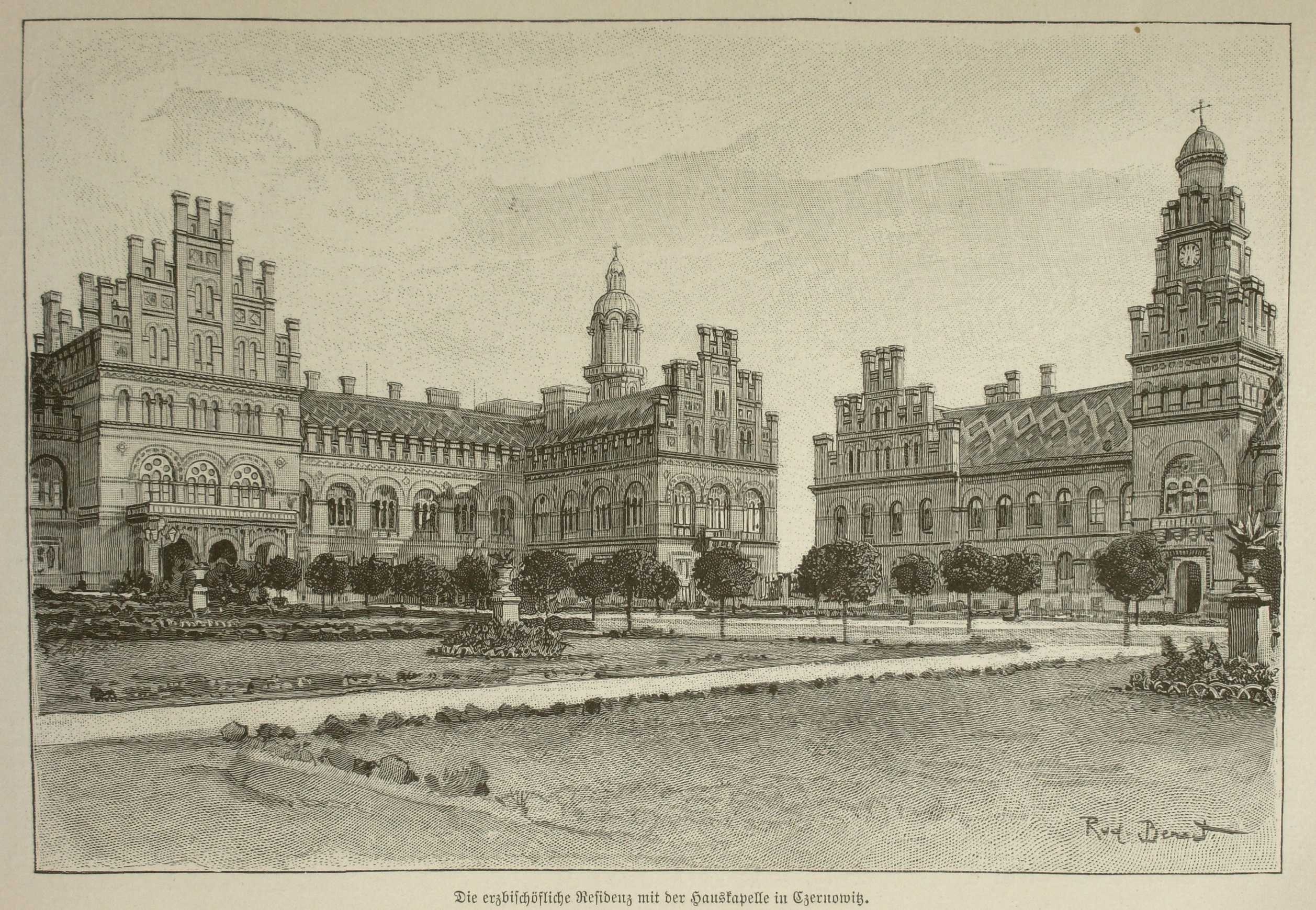
Rezidence (konec XIX st.)

Od výrobců se požadovalo, aby jejich produkty měly ty nejlepší kvalitativní charakteristiky. Stavař pravidelně navštěvoval podniky a dával pokyny k vylepšení technologie. Na všech cihelnách byla surovina pro budoucí cihly připravována předem. Hlína se uchovávala ve speciálních hromadách na volném vzduchu, kde musela v zimě nezbytně zamrznout, a až poté začali vyrábět syrovce. Prakticky každá cihla byla měřena a kontrolována na zvuk. Poslední fáze kontroly kvality probíhala přímo na staveništi. Před vjezdem na areál byla postavena speciální estakáda o výšce dvaceti metrů, ze které cihly padaly na chodník, a pokud se na některé objevila prasklina, celá šarže byla zamítnuta.
Proces výstavby probíhal pečlivě a důkladně. Aby byla zajištěna vysoká kvalita cihelné zdi, pozval Josef Hlávka z západních oblastí Rakouska třicet nejlepších zedníků, ale i jim bylo zakázáno během směny použít více než sto cihel. Stavební maltu míchali v obrovských nádržích, do kterých přidávali hnůj a slepičí vejce.
Vynikající vlastnosti místní stavební suroviny byly potvrzeny v roce 1878, když na příkaz českého umělce vyrobili velkou dekorativní vázu z bukovinského alabastru, kterou vystavili v Čechách a později v Paříži. Organizátoři vernisáže ocenili tento skvost na sedm set guldenů a zařadili Josefa Hlávku mezi vítěze. Zároveň architekt upoutal pozornost evropských odborníků na další bukovinský zázrak – takzvaný „Korálový kámen“, který zářil krásnými barvami a byl protkán originálními přírodními vzory. Fragment korálového kamene je možno dodnes vidět v dekoraci „Mramorového sálu“ rezidence.
Při stavbě, s ohledem na seismické zvláštnosti karpatského regionu, byly široce využívány ocelové konstrukce, což výrazně zvýšilo pevnost a životnost budovy. Zničující karpatská zemětřesení v letech 1940 a 1977, jejichž vlny zasáhly i Bukovinu, nijak neovlivnila rezidenci.

## Fotogalerie

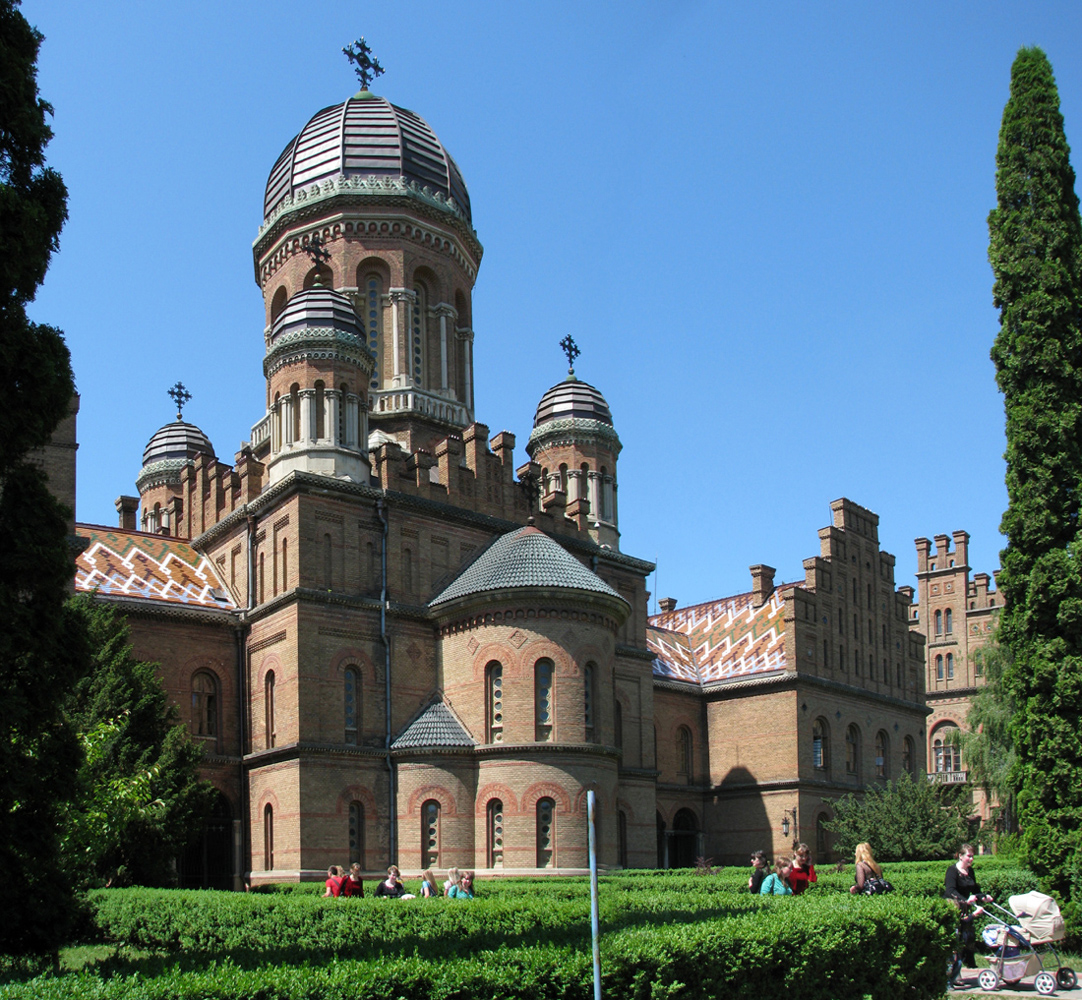
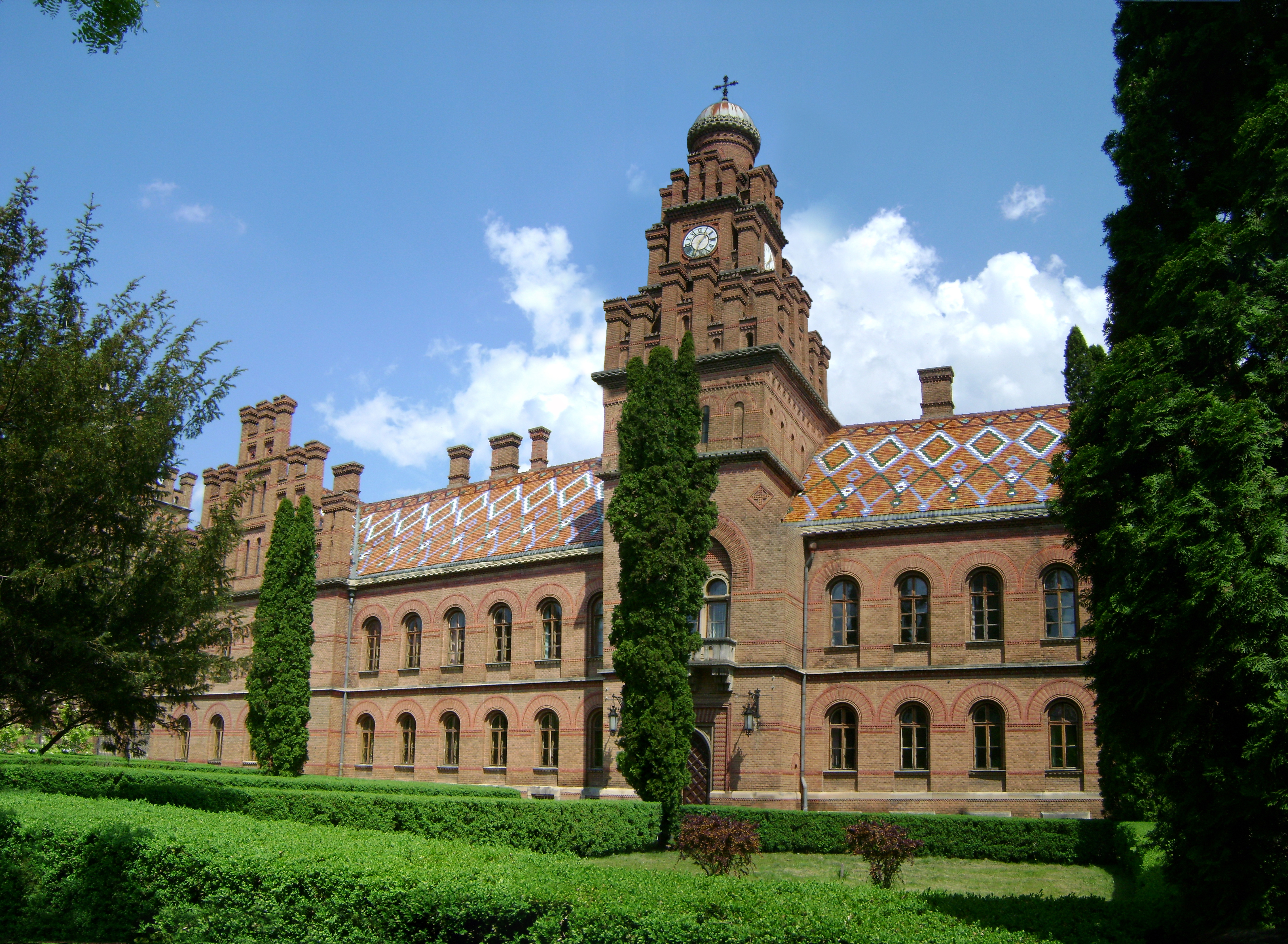
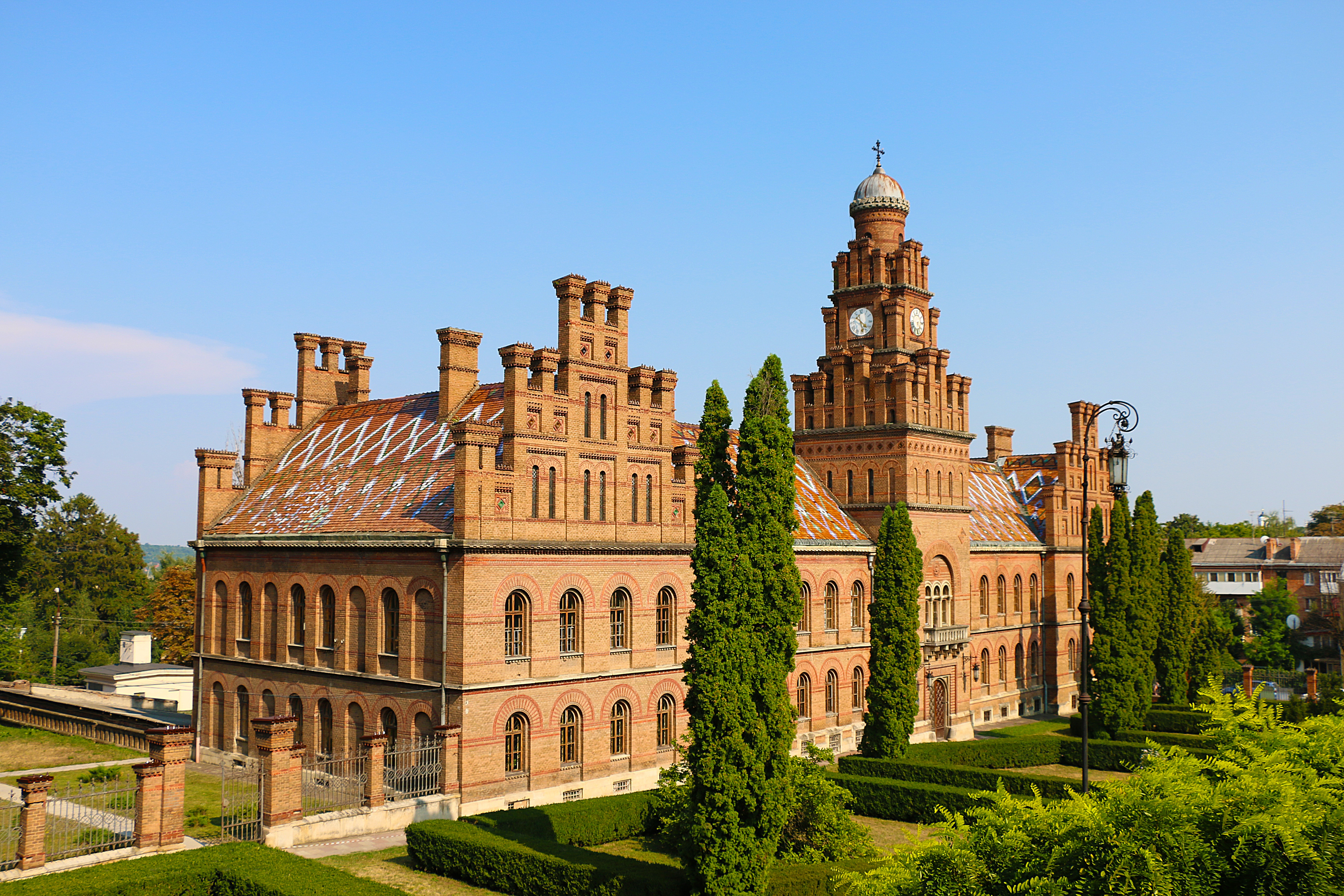
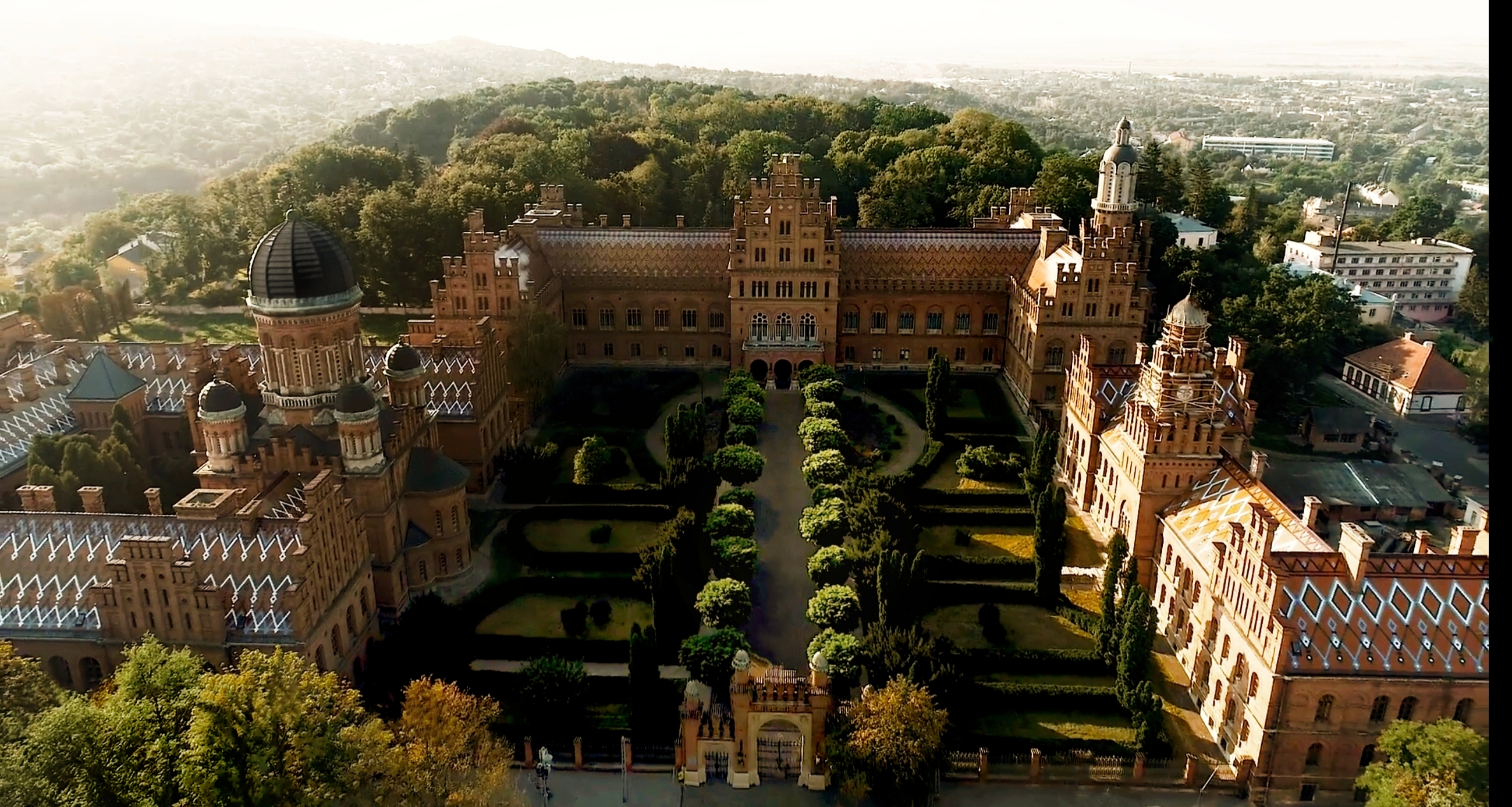
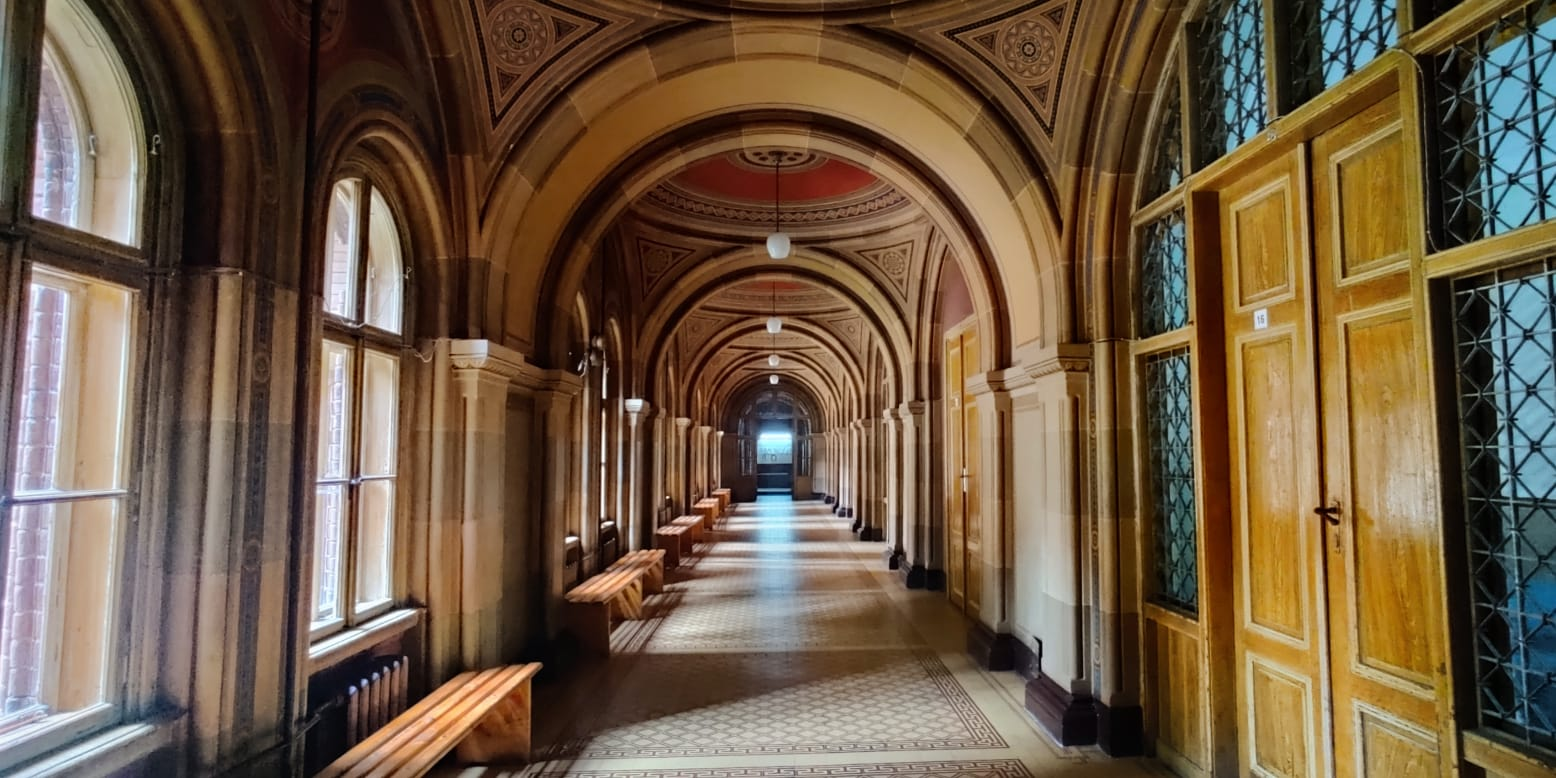
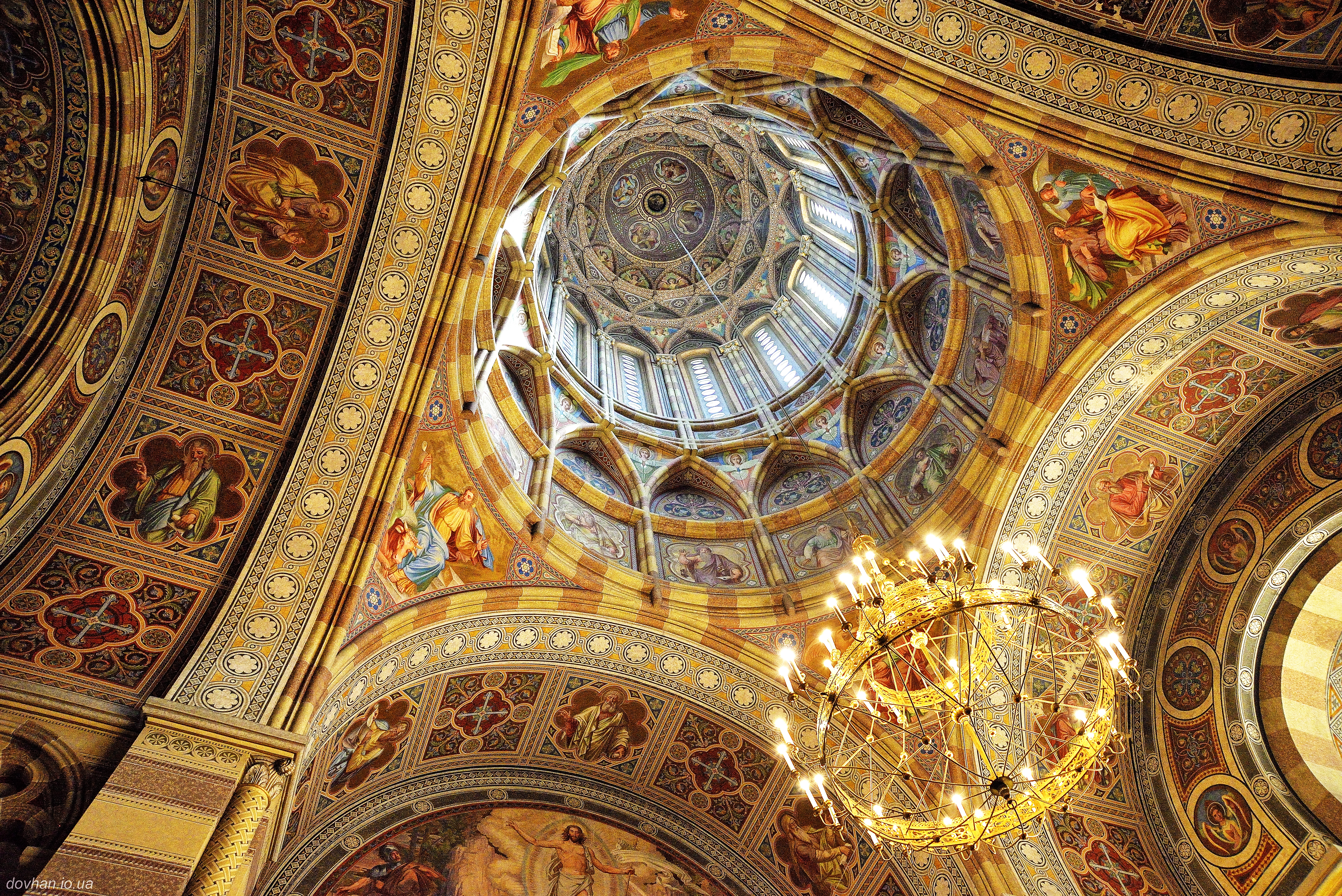